# Liste der Abgeordneten zum Steiermärkischen Landtag (1870)
Diese Liste nennt die Abgeordneten zum Steiermärkischen Landtag in der dritten Wahlperiode (1870).

## Zusammentreten
Der Landtag trat in der dritten Wahlperiode nur zu einer Landtagssitzung zusammen. Diese ging vom 20. August bis 3. September 1870. Mit kaiserlichem Patent vom 10. August wurde der Landtag aufgelöst.

## Liste der Abgeordneten
| Kurie                       | Wahlbezirk                  | Name                                | Anmerkung                         |
| --------------------------- | --------------------------- | ----------------------------------- | --------------------------------- |
| Virilstimmen                | Fürstbischof von Seckau     | Johann Baptist Zwerger              |                                   |
| Virilstimmen                | Fürstbischof von Lavant     | Jakob Ignaz Maximilian Stepischnegg |                                   |
| Virilstimmen                | Rektor der Universität Graz | Carl Schenkl                        |                                   |
| Großgrundbesitz             |                             | Friedrich Graf Attems               |                                   |
| Großgrundbesitz             |                             | Bartholomäus Ritter von Carneri     |                                   |
| Großgrundbesitz             |                             | Gustav Ritter von Conrad            |                                   |
| Großgrundbesitz             |                             | Rudolf Freiherr von Hackelberg      |                                   |
| Großgrundbesitz             |                             | Carl Freiherr von Hammer-Purgstall  |                                   |
| Großgrundbesitz             |                             | Ernst Freiherr von Kellersperg      |                                   |
| Großgrundbesitz             |                             | Josef Graf Kottulinski              |                                   |
| Großgrundbesitz             |                             | Mathias Lohninger                   |                                   |
| Großgrundbesitz             |                             | Rudolf Freiherr von Wandell         |                                   |
| Großgrundbesitz             |                             | Josef Edler von Neupauer            | Stellvertretender Landeshauptmann |
| Großgrundbesitz             |                             | Johann Paul Pauer                   |                                   |
| Großgrundbesitz             |                             | Geisa Ritter von Wachtler           |                                   |
| Städte und Märkte           | Graz, innere Stadt          | Karl Rechbauer                      |                                   |
| Städte und Märkte           | Graz, innere Stadt          | Moritz Ritter von Schreiner         |                                   |
| Städte und Märkte           | Graz, Vorstädte             | Moritz Ritter von Frank             |                                   |
| Städte und Märkte           | Graz, Vorstädte             | Alois Schlosser                     |                                   |
| Handels- und Gewerbekammern | Graz                        | Adalbert Michl                      |                                   |
| Handels- und Gewerbekammern | Graz                        | Alois Fidelis Remschmidt            |                                   |
| Handels- und Gewerbekammern | Graz                        | Jakob Enz                           |                                   |
| Handels- und Gewerbekammern | Leoben                      | Josef Gmeiner                       |                                   |
| Handels- und Gewerbekammern | Leoben                      | J. Stummer Edler von Treuenfels     |                                   |
| Handels- und Gewerbekammern | Leoben                      | Josef Ritter von Waser              |                                   |
| Städte und Märkte           | Frohnleiten                 | Josef Alfred Heilsberg              |                                   |
| Städte und Märkte           | Hartberg                    | Moritz Edeler von Kaiserfeld        | Landeshauptmann                   |
| Städte und Märkte           | Fürstenfeld                 | Johann Pairhuber                    |                                   |
| Städte und Märkte           | Radsersburg                 | Ferdinand Portugall                 |                                   |
| Städte und Märkte           | Leibnitz                    | Carl Edler von Stremayr             |                                   |
| Städte und Märkte           | Voitsberg                   | Josef Scholz                        |                                   |
| Städte und Märkte           | Bruck                       | Wilhelm Mannisch                    |                                   |
| Städte und Märkte           | Leoben                      | Peter Ritter von Tunner             |                                   |
| Städte und Märkte           | Judenburg                   | Johann Fleckh                       |                                   |
| Städte und Märkte           | Liezen                      | Eduard Lipp                         |                                   |
| Städte und Märkte           | Murau                       | Anton Edler von Wasserfall          |                                   |
| Städte und Märkte           | Marburg                     | Karl Reutter                        |                                   |
| Städte und Märkte           | Cilli                       | Franz Tomschitz                     |                                   |
| Städte und Märkte           | Windischgrätz               | Jakob Ehmer                         |                                   |
| Städte und Märkte           | Pettau                      | Anton Fischna                       |                                   |
| Landgemeinden               | Umgebung Graz               | Heinrich Graf d'Avernas             |                                   |
| Landgemeinden               | Weitz                       | Ernst Reichsfreiherr Gudenus        |                                   |
| Landgemeinden               | Hartberg                    | Isidor Allinger                     |                                   |
| Landgemeinden               | Feldbach                    | Heinrich Lehmann                    |                                   |
| Landgemeinden               | Feldbach                    | Johann Weinhandl                    |                                   |
| Landgemeinden               | Radkersburg                 | Leopold Graf Platz                  |                                   |
| Landgemeinden               | Leibnitz                    | Alfred Graf d'Avernas               |                                   |
| Landgemeinden               | Leibnitz                    | Alois Karlon                        |                                   |
| Landgemeinden               | Stainz                      | Friedrich Waassen                   |                                   |
| Landgemeinden               | Bruck                       | Ferdinand Graf Vetter               |                                   |
| Landgemeinden               | Leoben                      | Ludwig Freiherr von Zschock         |                                   |
| Landgemeinden               | Judenburg                   | Anton Bärnfeind                     |                                   |
| Landgemeinden               | Liezen                      | Josef Liebl                         |                                   |
| Landgemeinden               | Murau                       | Arnold Plankensteiner               |                                   |
| Landgemeinden               | Irdning                     | Raimund Rerwein                     |                                   |
| Landgemeinden               | Cilli                       | Josef Bosnjak                       |                                   |
| Landgemeinden               | Cilli                       | Ferdinand Dominkus                  |                                   |
| Landgemeinden               | Windischgräz                | Carl Adamovich de Szepin            |                                   |
| Landgemeinden               | Marburg                     | Conrad Seidl                        |                                   |
| Landgemeinden               | Marburg                     | Friedrich Brandstetter              |                                   |
| Landgemeinden               | Luttenberg                  | Johann Kukovee                      |                                   |
| Landgemeinden               | Pettau                      | Michael Hermann                     |                                   |
| Landgemeinden               | Rann                        | Franz Kosar                         |                                   |